# 2. armada (Wehrmacht)
Za druge 2. armade glejte 2. armada.
2. armada (izvirno nemško 2. Armee) je bila armada v sestavi Heera (Wehrmacht) med drugo svetovno vojno.

## Zgodovina
Armada je bila ustanovljena 14. oktobra 1939, delovati pa je pričela šele 20. oktobra istega leta.

## Vojna služba
| Datum                      | Nadrejeno poveljstvo              | Področje (vir)         |
| december 1939 - junij 1940 | Oberkommando des Heeres (rezerva) | Zahodna meja           |
| junij 1940                 | Armadna skupina A                 | Francija               |
| julij 1940 - januar 1941   | Armadna skupina C                 | Francija               |
| januar - april 1941        | Armadna skupina C                 | Tretji rajh            |
| april - julij 1941         | Oberkommando des Heeres           | Kraljevina Jugoslavija |
| julij 1941 - februar 1942  | Armadna skupina Sredina           | Vzhodna fronta         |
| februar - avgust 1942      | Armadna skupina Jug               | Vzhodna fronta         |
| avgust 1942 - marec 1943   | Armadna skupina B                 | Vzhodna fronta         |
| marec 1943 - februar 1945  | Armadna skupina Sredina           | Vzhodna fronta         |
| februar - maj 1945         | Armadna skupina Weichsel          | Vzhodna fronta         |

## Organizacija

### Korpusne enote
- 2. Armee-Oberkommando
- Korück 580
- Armee-Nachschubführer 501
- Armee-Nachrichten-Regiment 563
- Höherer Arko 308

### Podrejene enote
1. maj 1940
- XVII. Armeekorps
- XXXVIII. Armeekorps
- XXXIX. Armeekorps
- Höheres Kommando XXXXV

8. junij 1940
- IX. Armeekorps
- XXVI. Armeekorps
- VII. Armeekorps

3. september 1941
- XIII. Armeekorps
- XXXXIII. Armeekorps
- Höh. Kdo. z.b.V. XXXV

2. januar 1942
- XXXVIII. Armeekorps
- LV. Armeekorps
- Höh. Kdo. z.b.V. XXXV

8. junij 1942
- 4. tankovska armada
- 2. (madžarska) armada
- LV. Armeekorps
- VI. AKArmeekorps
- 88. pehotna divizija

1. januar 1943
- XIII. Armeekorps
- VII. Armeekorps
- LV. Armeekorps
- del 88. pehotne divizije

7. julij 1943
- XIII. Armeekorps
- VII. Armeekorps
- 1. (madžarska) varnostna divizija

26. december 1943
- XXXXVI. Panzerkorps
- XX. Armeekorps
- LVI. Panzerkorps
- VII. (madžarski) korpis
- del 203. varnostne divizije
- del 4. tankovske divizije

15. april 1944
- Gruppe Agricola
- VIII. Armeekorps
- LVI. Panzerkorps
- XXIII. Armeekorps
- del 3. konjeniške brigade
- del 5. SS-Panzer-Division »Wiking«

16. september 1944
- Kavallerie-Korps
- XXIII. Armeekorps
- XX. Armeekorps
- 3. tankovska divizija
- 102. tankovska brigada

31. marec 1945
- XXVII. Armeekorps
- Generalkommando »Hela«
- XXIII. Armeekorps
- VII. Panzerkorps
- XVIII. Gebrirgskorps
- Generalkommando XX

## Poveljstvo
Poveljnik
- Generalpolkovnik Johannes Blaskowitz (14. oktober 1939–20. oktober 1939)
- Generalfeldmarschall Maximilian Reichsfreiherr von Weichs (20. oktober 1939–15. november 1941)
- Generalpolkovnik Rudolf Schmidt (15. november 1941–25. december 1941)
- Generalfeldmarschall Maximilian Reichsfreiherr von Weichs (25. december 1941–15. julij 1942)
- Generalpolkovnik Hans von Salmuth (15. julij 1942–3. februar 1943)
- Generalpolkovnik Walter Weiß (3. februar 1943–12. marec 1945)
- General tankovskih enot Dietrich von Saucken (12. marec 1945–8. maj 1945)